# Głos Pracy (KPP)
Głos Pracy – tygodnik wydawany w Krakowie w latach 1926–1927 pod redakcją W. Gołasa, W. Brausa, W. Kani. 
Numer 1. ukazał się pod tytułem „Dzień Ludu” i został skonfiskowany przez władze. Nakład wynosił 2–4,5 tys. egzemplarzy, z czego znaczna część była konfiskowana. Redakcja pisma była powiązana z Komunistyczną Partią Polski.